# تشقاسلمان سفلي (مقاطعة دلفان)
تشقاسلمان سفلي (بالفارسية: چقاسلمان سفلی) هي قرية تقع في قسم نورعلي الريفي (مقاطعة دلفان) في إيران.